# Kohlenbecherlinge
Die Kohlenbecherlinge (Geopyxis) sind eine Gattung der Echten Schlauchpilze aus der Familie der Feuerkissenverwandten (Pyronemataceae).

## Merkmale

### Makroskopische Merkmale
Die Kohlenbecherlinge bilden becherförmige Apothecien, die sitzend oder gestielt am Boden wachsen. Das Receptaculum ist meist klebrig und unbehaart.

### Mikroskopische Merkmale
Das äußere (ektale) Excipulum, also das Hyphengeflecht, das den eigentlichen Fruchtkörper umgibt, besteht aus einer Textura angularis, also einem Parenchym-ähnlichen Gewebe. Das medulläre (sich im Mark befindliche) Excipulum besteht aus einer Textura intricata (ein Gewebe aus fädigen, stark miteinander verwobenen Hyphen).
Die beinahe zylindrischen Schläuche sind operculat, d. h. mit einem Deckel ausgebildet, färben sich nicht mit Melzers Reagenz und enthalten jeweils acht Ascosporen. Diese selbst sind einzellig, ellipsoid und glatt oder feinornamentiert. Sie besitzen keine Öltropfen oder nur in jungem Zustand. Die Paraphysen sind schmal und gerade.

## Ökologie
Die Kohlenbecherlinge leben auf dem Boden und bilden eine Ektomykorrhiza aus, leben also mit Gefäßpflanzen in Symbiose. Manche Arten wie der Gemeine Kohlenbecherling bevorzugen Brandstellen.

## Systematik und Taxonomie
Geopyxis wurde bereits 1822 von Christiaan Hendrik Persoon als Sektion innerhalb der Gattung der Becherlinge (Peziza) beschrieben. Pier Andrea Saccardo erhob Geopyxis dann 1889 in den Rang einer Gattung. Der chinesische Mykologe Wen-Ying Zhuang beschrieb 2006 eine Emendation, da die ursprüngliche Gattung nur Arten mit glatten Sporen enthielt, seine in China entdeckten Arten aber auch Sporen mit feinen Warzen enthielten.
Der Species Fungorum listet folgende Arten:
- Geopyxis acetabularioides
- Geopyxis alba
- Geopyxis albocinerea
- Geopyxis alpina
- Geopyxis bambusicola
- Gemeiner Kohlenbecherling (Geopyxis carbonaria)
- Geopyxis carnea
- Geopyxis cavinae
- Geopyxis cinerascens
- Geopyxis diluta
- Geopyxis expallens
- Geopyxis flavidula
- Geopyxis foetida
- Geopyxis granulosa
- Geopyxis grossegranulosa
- Geopyxis korfii
- Geopyxis majalis
- Geopyxis moelleriana
- Geopyxis nebulosoides
- Geopyxis patellaris
- Geopyxis pellucida
- Geopyxis pulchra
- Geopyxis pusilla
- Geopyxis radicans
- Geopyxis rapuloides
- Geopyxis rehmii
- Geopyxis striatospora